# Alvi Justinussen
Alvi Justinussen (6 dicembre 1968) è un ex calciatore faroese, di ruolo difensore.